# David Goodall
David William Goodall (ur. 4 kwietnia 1914 w Londynie, zm. 10 maja 2018 w Liestal) – australijski botanik i ekolog, były wykładowca Uniwersytetu w Melbourne. Odznaczony Orderem Australii.

## Życiorys
David Goodall urodził się 4 kwietnia 1914 w Londynie. W 1941 ukończył studia na Uniwersytecie Londyńskim. W 1948 zamieszkał w Australii. Pracował tam jako wykładowca na Uniwersytecie w Melbourne. 10 maja 2018 w Szwajcarii poddał się eutanazji.